# Adelencyrtus axillaris
Adelencyrtus axillaris är en stekelart som först beskrevs av Girault 1915.  Adelencyrtus axillaris ingår i släktet Adelencyrtus och familjen sköldlussteklar. Inga underarter finns listade i Catalogue of Life.